# Fred Baron (Filmproduzent)
Fred Baron (* 1954) ist ein US-amerikanischer Filmproduzent und seit 2002 Executive Vice President von 20th Century Fox.

## Karriere
Fred Baron wurde 1954 in den USA geboren und wuchs in Manhattan auf. Baron studierte Englische Literatur an der Ohio Wesleyan University, die er mit einem Bachelor of Arts verließ. Danach besuchte er das St. Clare’s College der Oxford University in England.
Zu Beginn seiner Karriere arbeitete Baron von 1978 bis 1979 in der Postabteilung der Universal Studios. Im Anschluss war er als Produktionsassistent an Filmsets, unter anderem bei den Filmen Zwei wie Katz und Maus und Nachtfalken, tätig. Filmproduzent war erstmals 1987, dabei war er an der Produktion Der stählerne Vorhang mit Nick Nolte in der Hauptrolle verantwortlich. Im Jahr 1990 arbeitete Baron bei Home Box Office als Co-Produzent der Fernsehserie Geschichten aus der Gruft, bevor er zu 20th Century Fox wechselte und fortan unter anderem für die Filme Der letzte Mohikaner oder Edward mit den Scherenhänden verantwortlich war.
Für seine Beteiligung an Moulin Rouge erhielt er bei der Oscarverleihung 2002 mit Martin Brown und Baz Luhrmann eine Nominierung in der Kategorie Bester Film.
Im Anschluss wirkte er unter anderem als Executive Producer bei den Werken I, Robot, The Day After Tomorrow, Königreich der Himmel, Eragon – Das Vermächtnis der Drachenreiter und Stirb langsam 4.0 mit.

## Filmografie
- 1981: Zwei wie Katz und Maus (Continental Divide)
- 1981: Nachtfalken (Nighthawks)
- 1987: Laguna brennt (Laguna Heat, Fernsehfilm)
- 1987: Der stählerne Vorhang (Weeds)
- 1988: Die Generation von 1969 (1969)
- 1988: Dead Solid Perfect (Fernsehfilm)
- 1988: Liebe auf Texanisch (Baja Oklahoma, Fernsehfilm)
- 1989: Traveling Man (Fernsehfilm)
- 1990: Geschichten aus der Gruft (Tales from the Crypt, Fernsehserie, 7 Episoden)
- 2001: Moulin Rouge
- 2004: I, Robot
- 2004: The Day After Tomorrow
- 2005: Königreich der Himmel (Kingdom of Heaven)
- 2006: Eragon – Das Vermächtnis der Drachenreiter (Eragon)
- 2006: Ein gutes Jahr (A Good Year)
- 2006: Idiocracy
- 2006: Borat – Kulturelle Lernung von Amerika, um Benefiz für glorreiche Nation von Kasachstan zu machen (Borat: Cultural Learnings of America for Make Benefit Glorious Nation of Kazakhstan)
- 2007: Stirb langsam 4.0 (Live Free or Die Hard)
- 2007: Reno 911!: Miami

## Auszeichnungen
- 2002: Oscar-Nominierung in der Kategorie „Bester Film“ für Moulin Rouge
- 2002: BAFTA-Award-Nominierung in der Kategorie „Bester Film“ für Moulin Rouge
- 2002: PGA-Award in der Kategorie „Bester Kinofilm“ für Moulin Rouge